# Hockey su ghiaccio ai VII Giochi asiatici invernali
I tornei di hockey su ghiaccio dei VII Giochi asiatici invernali si sono giocati ad Astana (torneo maschile) e ad Almaty (torneo femminile) in Kazakistan, dal 28 gennaio al 6 febbraio 2011. Le partite sono iniziate due giorni prima della cerimonia di apertura del 30 gennaio.
Per la prima volta il torneo maschile è stato diviso in due divisioni, per evitare incontri troppo squilibrati.

## Uomini

### Top Division
| Squadre       | G | V | VOT | POT | P | GF | GS | DG  | Pt. |
| ------------- | - | - | --- | --- | - | -- | -- | --- | --- |
| Kazakistan    | 4 | 4 | 0   | 0   | 0 | 62 | 3  | +59 | 12  |
| Giappone      | 4 | 3 | 0   | 0   | 1 | 32 | 6  | +26 | 9   |
| Corea del Sud | 4 | 2 | 0   | 0   | 2 | 35 | 16 | +19 | 6   |
| Cina          | 4 | 1 | 0   | 0   | 3 | 13 | 33 | −20 | 3   |
| Taipei cinese | 4 | 0 | 0   | 0   | 4 | 1  | 85 | −84 | 0   |

| Astana 31 gennaio 2011, ore 14:30 UTC+6 | Taipei cinese | 0 – 22 (0-6, 0-10, 0-6) | Corea del Sud | Kazakhstan Sports Palace (450 spett.) |

| Astana 31 gennaio 2011, ore 19:00 UTC+6 | Cina | 1 – 7 (0-3, 0-2, 1-2) | Giappone | Kazakhstan Sports Palace (1.100 spett.) |

| Astana 1º febbraio 2011, ore 14:30 UTC+6 | Giappone | 18 – 0 (4-0, 5-0, 9-0) | Taipei cinese | Kazakhstan Sports Palace (950 spett.) |

| Astana 1º febbraio 2011, ore 19:00 UTC+6 | Kazakistan | 14 – 1 (4-0, 3-0, 7-1) | Cina | Kazakhstan Sports Palace (5.500 spett.) |

| Astana 3 febbraio 2011, ore 14:30 UTC+6 | Giappone | 6 – 1 (0-1, 5-0, 1-0) | Corea del Sud | Kazakhstan Sports Palace (2.700 spett.) |

| Astana 3 febbraio 2011, ore 19:00 UTC+6 | Kazakistan | 35 – 0 (12-0, 11-0, 12-0) | Taipei cinese | Kazakhstan Sports Palace (4.700 spett.) |

| Astana 4 febbraio 2011, ore 14:30 UTC+6 | Cina | 10 – 1 (3-0, 5-1, 2-0) | Taipei cinese | Kazakhstan Sports Palace (1.900 spett.) |

| Astana 4 febbraio 2011, ore 19:00 UTC+6 | Corea del Sud | 1 – 9 (0-3, 1-3, 0-3) | Kazakistan | Kazakhstan Sports Palace (5.500 spett.) |

| Astana 6 febbraio 2011, ore 10:00 UTC+6 | Corea del Sud | 11 – 1 (6-0, 3-1, 2-0) | Cina | Kazakhstan Sports Palace (1.500 spett.) |

| Astana 6 febbraio 2011, ore 14:00 UTC+6 | Kazakistan | 4 – 1 (0-0, 2-0, 2-1) | Giappone | Kazakhstan Sports Palace (6.000 spett.) |

### Premier Division
| Squadre             | G | V | VOT | POT | P | GF | GS  | DG   | Pt. |
| ------------------- | - | - | --- | --- | - | -- | --- | ---- | --- |
| Kirghizistan        | 6 | 6 | 0   | 0   | 0 | 95 | 23  | +72  | 18  |
| Thailandia          | 6 | 5 | 0   | 0   | 1 | 67 | 22  | +45  | 15  |
| Emirati Arabi Uniti | 6 | 4 | 0   | 0   | 2 | 48 | 24  | +24  | 12  |
| Mongolia            | 6 | 3 | 0   | 0   | 3 | 35 | 37  | −2   | 9   |
| Malaysia            | 6 | 2 | 0   | 0   | 4 | 46 | 59  | −13  | 6   |
| Kuwait              | 6 | 1 | 0   | 0   | 5 | 41 | 40  | +1   | 3   |
| Bahrein             | 6 | 0 | 0   | 0   | 6 | 11 | 138 | −127 | 0   |

## Donne
| Squadre        | G | V | VOT | POT | P | GF | GS | DG  | Pt. |
| -------------- | - | - | --- | --- | - | -- | -- | --- | --- |
| Kazakistan     | 4 | 3 | 1   | 0   | 0 | 21 | 3  | +18 | 11  |
| Giappone       | 4 | 2 | 1   | 1   | 0 | 22 | 6  | +16 | 9   |
| Cina           | 4 | 2 | 0   | 1   | 1 | 22 | 9  | +13 | 7   |
| Corea del Nord | 4 | 1 | 0   | 0   | 3 | 7  | 18 | −11 | 3   |
| Corea del Sud  | 4 | 0 | 0   | 0   | 4 | 1  | 37 | −36 | 0   |

| Almaty 28 gennaio 2011, ore 14:30 UTC+6 | Corea del Sud | 0 – 10 (0-4, 0-3, 0-3) | Giappone | Baluan Sholak Sports Palace (1.500 spett.) |

| Almaty 28 gennaio 2011, ore 19:00 UTC+6 | Corea del Nord | 0 – 3 (0-1, 0-0, 0-2) | Kazakistan | Baluan Sholak Sports Palace (2.500 spett.) |

| Almaty 29 gennaio 2011, ore 14:30 UTC+6 | Cina | 8 – 1 (1-1, 4-0, 3-0) | Corea del Nord | Baluan Sholak Sports Palace (500 spett.) |

| Almaty 29 gennaio 2011, ore 19:00 UTC+6 | Kazakistan | 11 – 0 (2-0, 5-0, 4-0) | Corea del Sud | Baluan Sholak Sports Palace (2.400 spett.) |

| Almaty 31 gennaio 2011, ore 14:30 UTC+6 | Cina | 10 – 0 (1-0, 5-0, 4-0) | Corea del Sud | Baluan Sholak Sports Palace (700 spett.) |

| Almaty 31 gennaio 2011, ore 19:00 UTC+6 | Kazakistan | 3 – 2 SO (0-1, 0-1, 2-0, 0-0, 1/3-0/3) | Giappone | Baluan Sholak Sports Palace (3.300 spett.) |

| Almaty 1º febbraio 2011, ore 14:30 UTC+6 | Corea del Nord | 6 – 1 (2-1, 2-0, 2-0) | Corea del Sud | Baluan Sholak Sports Palace (551 spett.) |

| Almaty 1º febbraio 2011, ore 19:00 UTC+6 | Giappone | 4 – 3 TS (0-0, 2-1, 1-2, 1-0) | Cina | Baluan Sholak Sports Palace (2.000 spett.) |

| Almaty 3 febbraio 2011, ore 11:30 UTC+6 | Giappone | 6 – 0 (2-0, 3-0, 1-0) | Corea del Nord | Baluan Sholak Sports Palace (500 spett.) |

| Almaty 3 febbraio 2011, ore 16:00 UTC+6 | Cina | 1 – 4 (0-1, 0-1, 1-2) | Kazakistan | Baluan Sholak Sports Palace (3.700 spett.) |

## Podi

### Uomini
| Evento                      | Oro        | Argento  | Bronzo        |
| Hockey su ghiaccio maschile | Kazakistan | Giappone | Corea del Sud |

### Donne
| Evento                       | Oro        | Argento  | Bronzo |
| Hockey su ghiaccio femminile | Kazakistan | Giappone | Cina   |

## Medagliere
| Posizione | Paese         | Oro | Argento | Bronzo | Totale |
| --------- | ------------- | --- | ------- | ------ | ------ |
| 1         | Kazakistan    | 2   | 0       | 0      | 2      |
| 2         | Giappone      | 0   | 2       | 0      | 2      |
| 3         | Cina          | 0   | 0       | 1      | 1      |
| 3         | Corea del Sud | 0   | 0       | 1      | 1      |
| Totale    | Totale        | 2   | 2       | 2      | 6      |